# Mirnij (Jakutföld)
Mirnij (oroszul: Мирный) város az Oroszország kelet-szibériai területén fekvő Jakutföldön, 820 km-re nyugatra annak fővárosától, Jakutszktól, az Ireljah folyó mentén. A Mirniji járás székhelye.  A város önkormányzatának vezetője 2022-től Alekszej Tonkih.
Lakossága: 2002-ben 39 981 fő volt; 37 188 fő (a 2010. évi népszámláláskor).
A várost 1955-ben alapították, miután annak közelében a Jurij Habargyin által vezetett expedíció nagy mennyiségű, gyémánt jelenlétére utaló kimberlitet talált. 1959-ben kapott városi rangot. Még abban az évben Habargyint a város díszpolgárává választották.
Mirnij ellátását a település nevét viselő repülőtéren keresztül oldják meg. A város jelentős gyémántbányájáról volt ismert, amely méretei miatt még az űrből is látható. Mélysége 525 m, ármérője 1,25 km. A bánya 2004-ben végleg bezárt.
2005-ben a városban Sztálin-mellszobrot állítottak. Ez volt az első hivatalosan felavatott Sztálin-emlékmű a 21. századi Oroszországban.

## Galéria

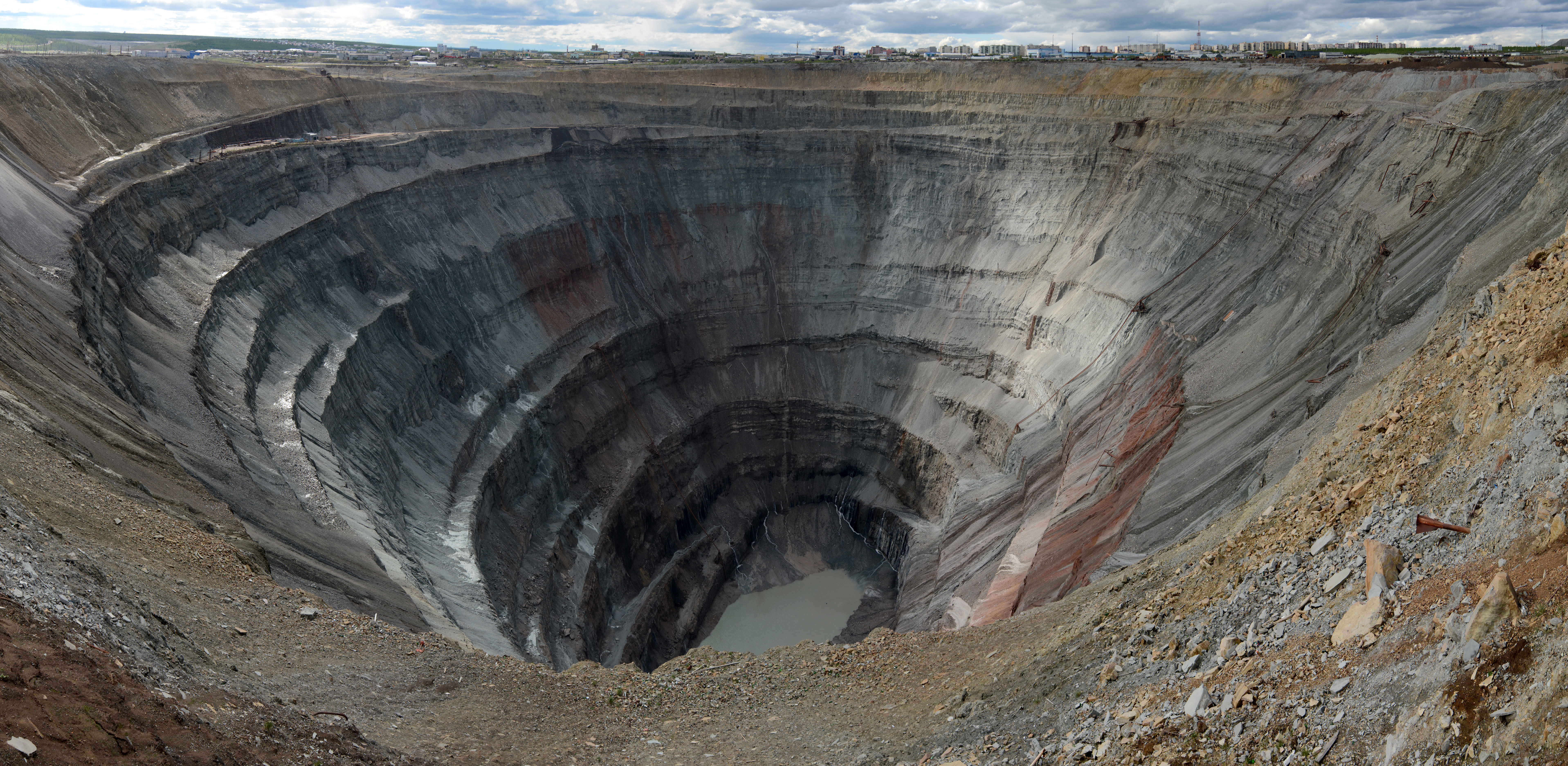
Az egykori bánya gödre